# Ermita de la Mare de Déu de l'Horta d'Ademús
L'Ermita de la Mare de Déu de l'Horta està situada a la vora del riu Túria baixant cap al barri de "El Molino", a la part baixa de la vila d'Ademús, al Racó d'Ademús.

## Història
Destacada joia del patrimoni artístic valencià. Segons la tradició, va ser Jaume I el Conqueridor qui va erigir aquesta ermita al segle xiii, després de la conquesta del territori, i a la qual donà el seu estendard amb la imatge de la Mare de Déu.
La seva situació privilegiada, entre el riu i el Camí Reial d'Aragó, va fer d'aquest santuari un lloc molt popular. Al llarg dels segles, doncs, va ser ampliat el seu espai, fins al segle xviii, amb la Capella de Sant Antoni de Pádua.
Antigament tenia l'antic Fossar de l'Horta y l'ermita era seu d'una de les confraries més antigues del Racó, la Confraria de la Mare de Déu de l'Horta, fundada al segle xiv.

## Descripció
Destaquen a l'interior les tres naus amb arcades gòtiques, les dues capelles laterals de la capçalera (panteons familiars de dues famílies importants al segle XVI: els Visiedo i els Fernández de Árguedas), la capella major, amb cúpula sobre petxines i esgrafiats, resultant d'una ampliació a la segona meitat del segle xvii i la capella de sant Antoni de Pàdua del segle xviii. Del segle xv és la pintura mural de Maria Magdalena, recentment descoberta i restaurada.
Al portal d'entrada hi ha una inscripció moderna en hebreu que es pot transliterar com:

## Patrimoni moble
El ric patrimoni moble del passat avui ha desaparegut, com ara el retaule de Sant Joan Baptiste obra de finals del segle xv, de l'escola del Mestre Perea. L'única resta antiga és la taula de gòtic flamenc anomenada Mare de Déu de la Llet amb donant, pintada per Bertomeu Baró cap a l'any 1460; actualment es troba a la sagristia de l'arxiprestal. També es conserva una talla d'Esteve Edo.